# Carl Kempe
Johan Carl Kempe, född 8 december 1884 i Stockholm, död 8 juli 1967 på Gideå herrgård, var en svensk industriman och tennisspelare. 

## Biografi
Carl Kempe var son till industrimannen Frans Kempe samt sonson till träpatronen Johan Carl Kempe och dotterson till landshövding Curry Treffenberg. 
Kempe studerade vid Uppsala universitet 1903–1905 och verkade även en tid vid det militära och blev underlöjtnant 1907. Han började arbeta på skogsindustriföretaget Mo och Domsjö AB (från 2000 Holmen) 1906, blev VD för Sulfit AB Mo och Domsjö 1913 och för Mo och Domsjö AB 1917.  Han var styrelseordförande i Mo och Domsjö 1949–65. Han efterträdde som VD sin far och omvandlade genom stora investeringar och forskningsinsatser det traditionella skogsföretaget till en modern industri. Han efterträddes som ordförande av systersonen Matts Carlgren. Kempe utnämndes vid tre tillfällen till hedersdoktor för sitt engagemang i skogsfrågor, både som forskare och bidragsgivare.
I sitt första äktenskap var Kempe gift med Helfrid Hammarberg från en förmögen Göteborgssläkt. I sitt andra var han gift med Marianne Aagot Axell (tidigare gift Dickson), och fick döttrarna Diana (född 1937) och Veronica (1946–2016).
Carl Kempe köpte 1917 Ekolsunds slott som han innehade de sista 50 åren av sitt liv. Kempe överlät strax före sin död Ekolsund till sina döttrar i andra äktenskapet. Carl Kempe var kännare av gammalt hantverk från Kina och Medelhavsområdet och byggde upp samlingar av keramik och ädelmetall. Hans kinesiska samling fanns 1997–2007 på Ulricehamns konst- och östasiatiska museum.
Släktingen Carl Kempe (1939–2023) var från 1979 ordförande för Kempestiftelserna och från 1983 ledamot av styrelsen för Umeå universitet.

## Tennisspelaren
Carl Kempe tillhörde under 1910-talet en tid eliten bland svenska tennisspelare. Spelet hade han huvudsakligen lärt under studietiden i Uppsala. Hans främsta merit som tennisspelare var att han nådde finalen i herrdubbelklassen i de olympiska sommarspelen i Stockholm 1912. Tillsammans med Sverige-ettan Gunnar Setterwall vann han då silvermedaljen i inomhusturneringen. Finalen förlorade det svenska paret till fransmännen André Gobert och Maurice Germot. Han kom på andra plats i den internationella herrdubbelturneringen "Majtävlingen" i Malmö som spelades 1906. Kempe tillsammans med engelsmannen Dehring föll mot ett svenskt par (Setterwall och kronprins Gustaf, sedermera kung Gustaf V).